# Simon Konttas

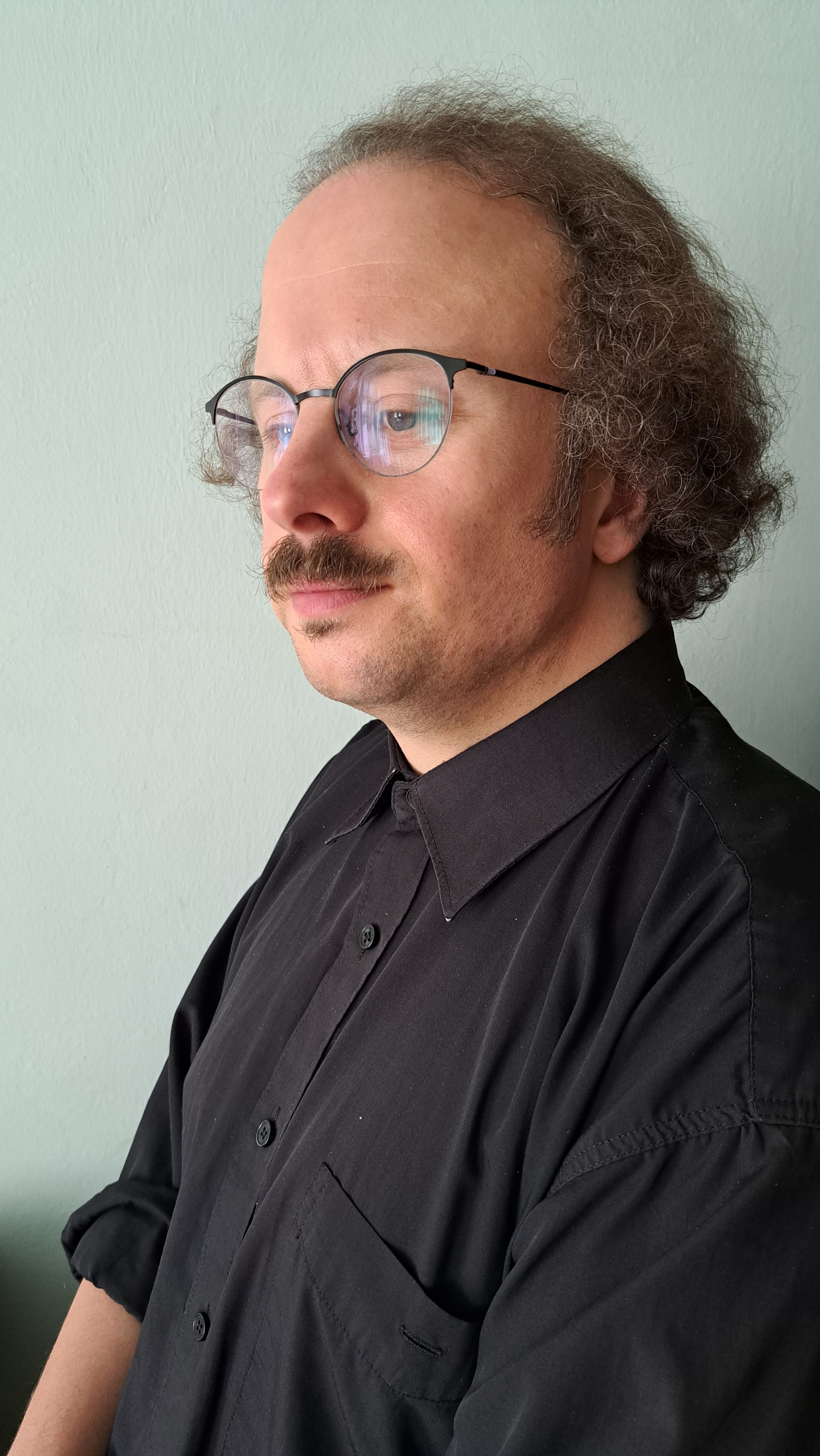
Simon Konttas (2023)

Simon Konttas (* 28. Juli 1984 in Helsinki) ist ein österreichischer Schriftsteller und Seelsorger.

## Leben
Simon Konttas ist serbisch-finnischer Abstammung. Seine Vorfahren in Finnland waren Bauern, der Großvater mütterlicherseits war kommunistischer Parteifunktionär unter Tito im ehemaligen Jugoslawien. 1989 übersiedelte die Familie von Isokyrö (Österbotten) nach Baden bei Wien. In Folge besuchte Konttas das Gymnasium der Salesianer Don Boscos in Unterwaltersdorf.
2003–2017 studierte Konttas mit Unterbrechungen Evangelische Theologie bzw. Religionspädagogik an der Universität sowie an der Kirchlichen Pädagogischen Hochschule Wien. Von 2006 bis 2008 lebte er in Finnland, das er seitdem regelmäßig besucht und wo etliche seiner Gedichte entstanden sind. Seit 2008 wieder in Wien ansässig, hat er an einer Reihe von Schulen Religionsunterricht erteilt. Seit 2017 ist er für die evangelische Gefangenenseelsorge u. a. in einer Justizanstalt für geistig abnorme Rechtsbrecher tätig.

## Werk
Konttas debütierte 2009 im Klagenfurter Sisyphus Verlag, wo seitdem die meisten seiner Werke erschienen sind. Seine Werke, die dem Realismus – als Versuch, menschlich Erlebtes und Beobachtetes zu verarbeiten – verpflichtet sind, sind von finnischen sowie Wiener Einflüssen geprägt und oft auch autobiographisch durchsetzt. Außerdem umfasst sein Schaffen Lyrik, Essayistik und Romane.
2015 wurde Konttas zu einem Gastvortrag über Poetik an die Universität Jena eingeladen.
Laut Helmuth Schönauer gehört Konttas „zu den wichtigen Stimmen der österreichischen Gegenwartsliteratur“.

## Werkliste

### Prosa/Erzählungen
- Mit jedem Zug. Erzählungen. Klagenfurt: Sisyphus, 2009, ISBN 978-3-901960-51-2
- Die Verdunkelung. Zwei Novellen. Klagenfurt: Sisyphus, 2014, ISBN 978-3-901960-74-1
- Das letzte Bild. Eine Studie. Klagenfurt, Wien: kitab-Verlag, 2016.
- Bagatellen. Erzählungen. Klagenfurt: Sisyphus, 2016, ISBN 978-3-903125-01-8
- Versuchte Verführung. Novelle. Klagenfurt: Sisyphus, 2017, ISBN 978-3-903125-12-4
- Grausames Licht. Kurzgeschichten. Klagenfurt: Sisyphus, 2020, ISBN 978-3-903125-48-3
- Ich war ein kleiner Gott. Kurzgeschichten mit Audio-CD. Villach: Verlag Hans D. Smoliner/Edition kärnöl, 2023, ISBN 978-3-9505338-1-1

### Romane
- Arme Leute. Klagenfurt: Sisyphus, 2018, ISBN 978-3-903125-26-1
- Die gelben Quadrate. Roman. Wien: Hollitzer Verlag, 2018, ISBN 978-3-99012-529-8
- Trautes Heim. Roman. Wien: Edition Sonnberg, 2022, ISBN 978-3-9504320-6-0

### Lyrik
- Presto Agitato. Sechs Sonettenkränze mit Linoldrucken von Jelica Konttas. Klagenfurt: Sisyphus, 2011, ISBN 978-3-901960-55-0
- In der Ruhe rauschende Blätter. Gedichte. Wien: Edition Sonnberg, 2016
- Unter den Birken vielleicht. Gedichte mit Audio-CD. Villach: Verlag Hans D. Smoliner, 2021
- Der Lauf aller Dinge. Gedichte. Wien: Edition Melos, 2022
- Stille Stunden. Klagenfurt: Sisyphus, 2024, ISBN 978-3-903125-88-9
- Wege der Schickung. 21 Sonette. Wien: Edition Melos, 2025, ISBN 978-3-9505459-9-9